# Hugo Wilmes
Hugo Wilmes (* 22. April 1949) ist ein deutscher Badmintonspieler.

## Karriere
Hugo Wilmes gewann nach zwei Nachwuchstiteln 1971 die Swiss Open und die French Open. Bei den deutschen Einzelmeisterschaften 1975 und 1976 erkämpfte er sich jeweils Bronze im Herrendoppel.

## Sportliche Erfolge
| Saison    | Veranstaltung                    | Disziplin    | Platz | Name                                                                    |
| --------- | -------------------------------- | ------------ | ----- | ----------------------------------------------------------------------- |
| 1966/1967 | Deutsche Einzelmeisterschaft U18 | Herreneinzel | 2     | Hugo Wilmes (Volkmarsen)                                                |
| 1966/1967 | Deutsche Einzelmeisterschaft U18 | Herrendoppel | 1     | Hugo Wilmes / Werner Dietz (TV 1890 Volkmarsen / SKV Büdesheim)         |
| 1970/1971 | Deutsche Einzelmeisterschaft U22 | Herrendoppel | 1     | Hugo Wilmes / Werner Dietz (PSV Grün Weiß Wiesbaden / TG Langendiebach) |
| 1971      | Swiss Open                       | Herrendoppel | 1     | Torsten Winter / Hugo Wilmes                                            |
| 1971      | French Open                      | Herrendoppel | 1     | Torsten Winter / Hugo Wilmes                                            |
| 1974/1975 | Deutsche Einzelmeisterschaft     | Herrendoppel | 3     | Torsten Winter / Hugo Wilmes (PSV Grün-Weiß Wiesbaden)                  |
| 1975/1976 | Deutsche Einzelmeisterschaft     | Herrendoppel | 3     | Torsten Winter / Hugo Wilmes (PSV Grün-Weiß Wiesbaden)                  |